# Комаров, Михаил Юрьевич
Михаи́л Ю́рьевич Комаро́в (3 апреля 1984, Москва, СССР) — российский футболист, вратарь.

## Карьера
В 2001—2003 годах играл за дубль московского «Динамо» (40 игр, 48 пропущенных голов), в 2002 и 2003 годах его команда побеждала в первенстве дублёров. 1 ноября 2003 года дебютировал в Премьер-лиге в основном составе «Динамо» в матче 30-го тура чемпионата России с командой «Алания», заменив на 64 минуте получившего травму Жидрунаса Карчемарскаса, матч завершился со счётом 0:0. Также провёл 3 игры (пропустил 6 голов) в Кубке России 2003/04. Уйдя из «Динамо», играл в низших дивизионах. Победитель зоны «Запад» второго дивизиона 2007 года в составе «Спортакадемклуба».
Дебютировал в чемпионате России за «Химки» 16 августа 2009 года, в матче 18-го тура против самарских «Крыльев Советов». В сезоне-2009 провёл за «Химки» 10 игр (пропустил 26 голов) в Премьер-лиге и 16 игр (пропустил 20 голов) в первенстве молодёжных составов. После окончания чемпионата России 2009 покинул «Химки». В июне 2012 года перешёл в «Факел», в январе 2013 года покинул команду.
В РФПЛ провёл 13 матчей, пропустил 29 мячей.

## Достижения
- Победитель зоны «Запад» Второго дивизиона: 2007